# Wunderkind
«Wunderkind» (en español: «Niño Prodigio») es una canción escrita y grabada por Alanis Morissette, y producida por Mike Elizondo para la banda sonora de la película Las Crónicas de Narnia: El León, la bruja y el armario de 2005.

## Historia
Morissette se inspiró para escribir la canción después de ver un primer corte de la película. Según ella "la canción parecía fluir de mí y realmente me emociona profundamente". La escribió un viernes, la grabó el sábado y la entregó el domingo. Después del lanzamiento de "Wunderkind", Morissette se reunió con Mike Elizondo para coproducir su décimo álbum.
La protagonista de la canción, que está escrito desde el punto de vista del personaje de Lucy Pevensie, se describe como "un imán para todo tipo de admiración", "una niña prodigio" y "una princesa en camino a su trono".

## Lanzamiento y recepción
"Wunderkind" fue nominada para los Globos de Oro de 2006 en la categoría de "Mejor canción original". Después de que las nominaciones fuesen anunciadas, la casa de Morissette fue inundada con llamadas telefónicas, lo que la llevó a suponer que "algo debe estar mal, alguien debe estar herido". Más tarde dijo que estaba emocionada debido a que "un poco de luz brilló sobre la canción".
La canción fue estrenada en AOL Music el 18 de noviembre de 2005, antes de la publicación en diciembre en el cine y en la banda sonora de la película. Posteriormente fue lanzado como sencillo radial a principios de 2006 en algunos lugares de Asia. 
El 28 de febrero de 2010 Morissette interpretó la canción en la ceremonia de clausura de los Juegos Olímpicos de Invierno de 2010 en Vancouver.